# Sympiesis sergeyi
Sympiesis sergeyi är en stekelart som beskrevs av Storozheva 1990. Sympiesis sergeyi ingår i släktet Sympiesis och familjen finglanssteklar. Inga underarter finns listade i Catalogue of Life.